# Bastiania octopapillata
Bastiania octopapillata is een rondwormensoort uit de familie van de Bastianiidae. De wetenschappelijke naam van de soort is voor het eerst geldig gepubliceerd in 1961 door Meyl.